# Ekspress (satellite)
Pour les articles homonymes, voir Express.

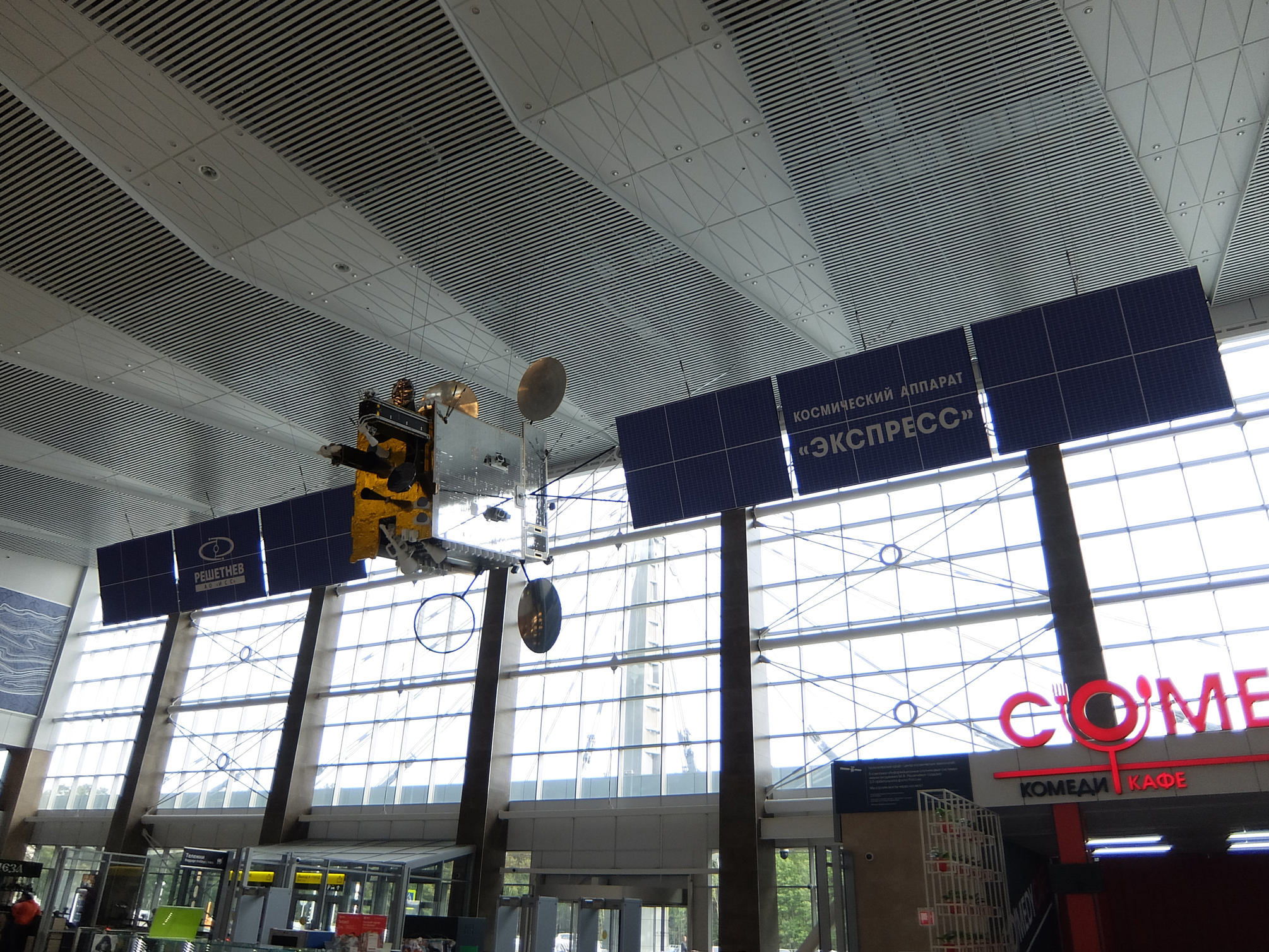
Ekspress АМ8

Ekspress (en russe : Экспресс, Express) est une série de satellites de télécommunications géostationnaires appartenant à l'entreprise publique russe Russian Satellite Communications Company (en). Le premier de ces satellite a été lancé le 13 octobre 1994. Les satellites sont produits par la société ISS Reshetnev (anciennement NPO PM).

## Historique
La série de satellites de télécommunications Ekspress (indice GRAU 11F639) a été développé par la société NPO PM en remplacement de l'ancienne série Gorizont. Le premier satellite de la série, Ekspress 1, a été lancé en 1994. Il avait une masse de 2,5 tonnes, 17 canaux et une durée de vie opérationnelle de 5 à 7 ans.
À partir du milieu des années 1990, NPO PM a commencé à déployer des efforts considérables pour combler le fossé technologique existant entre les satellites de télécommunication russes et occidentaux. La coopération avec la société française Alcatel (devenue Thales Alenia Space) a été lancée en 1995. Le premier satellite d'une nouvelle série, Ekspress A-1, disposait de 12 répéteurs construits par Alcatel. Il a été perdu lors de son lancement en 1999, mais son remplaçant, Ekspress A-2, a été lancé avec succès en mars 2000.
La version Ekspress AM, lancée pour la première fois en 2003, constitue une amélioration majeure. Elle a une durée de vie opérationnelle de 12 à 15 ans et peut transmettre 38 chaînes, notamment la télévision numérique, la radio, le haut débit et Internet. Le lancement d'Ekspress AM-3 en juin 2005 a parachevé la modernisation du réseau de satellites de télécommunication de la Russie.
Les autres versions comprennent Ekspress 2000, d'une masse de 3,2 tonnes. Il possède jusqu'à 60 répéteurs, une puissance de 25 kW et une durée de vie de 15 ans. Les satellites utilisant cette plate-forme sont les séries Ekspress AT, Ekspress AM30 et AM40. Ekspress 1000 est plus petit que la version 2000 : de 700 à 1400 kg, 10 à 12 répéteurs, 2 kW de puissance et une durée de vie de 15 ans. Les satellites basés sur Ekspress 1000 sont appelés Ekspress AK ou dans sa version de navigation GLONASS K.
De 1999 à 2005, ISS Reshetnev a construit neuf satellites Ekspress-A et Ekspress-AM.
Le 28 août 2008, Ekspress-AM1 est passé au standard de transmission DVB-S2 et est devenu le premier satellite DVB-S2 dans les pays de la Communauté des États indépendants.
Le satellite Ekspress-AM4 a été lancé le 17 août 2011, mais une anomalie de sa fusée Proton-M/Briz-M l'a laissé sur une orbite inutilisable,. Le satellite a été désorbité intentionnellement le 26 mars 2012 malgré les propositions de placer le satellite sur une orbite à inclinaison plus élevée afin de couvrir l'Antarctique. Le satellite Ekspress-MD2 a été perdu lors d'une panne similaire en août 2012, alors que l'étage Briz-M est tombé en panne au début de son troisième allumage.
Le 29 mars 2006, AM11 a été frappé par un objet inconnu qui l'a rendu inutilisable. Cependant, les ingénieurs ont eu suffisamment de temps en contact avec le satellite pour l'éjecter sur une orbite d'attente hors GEO.
Ekspress AM4R a été lancé le 16 mai 2014 par un lanceur russe Proton M. Le lanceur a explosé 540 secondes après le décollage, peu de temps avant l'extinction du moteur du troisième étage.
Ekspress AM8 a été lancé avec succès le 14 septembre 2015. Il utilise la plate-forme Ekspress-1000NTB.

## Historique des lancements
| Satellite                        | Plate-forme                 | Charge utile             | Lancement         | Lanceur             | Orbite prévue | NSSDC ID  | Résultat      | Masse au lancement | Statut                            | Notes |
| -------------------------------- | --------------------------- | ------------------------ | ----------------- | ------------------- | ------------- | --------- | ------------- | ------------------ | --------------------------------- | --- |
| Ekspress-1 Ekspress-2 (No. 11)   | KAUR MSS-2500-GSO (MSS-740) |                          | 13 octobre 1994   | Proton-K/Bloc DM-2M |               | 1994-067A | Succès        | 2 500 kg           | Retiré                            | , |
| Ekspress-2 Ekspress-6 (No. 12)   | KAUR MSS-2500-GSO (MSS-740) |                          | 26 septembre 1996 | Proton-K/Bloc DM-2M |               | 1996-058A | Succès        | 2 500 kg           | Retiré                            | , |
| Ekspress-A1 Ekspress-6A (No. 1)  | KAUR MSS-2500-GSO (MSS-740) | Alcatel Space            | 27 octobre 1999   | Proton-K/Bloc DM-2  |               |           | Échec         | 2 500 kg           | Perdu au lancement                | , |
| Ekspress-A2 Ekspress-6A (No. 2)  | KAUR MSS-2500-GSO (MSS-740) | Alcatel Space            | 12 mars 2000      | Proton-K/Bloc DM-2M |               | 2000-013A | Succès        | 2 500 kg           | Retiré                            | , |
| Ekspress-A3 Ekspress-3A (No. 3)  | KAUR MSS-2500-GSO (MSS-740) | Alcatel Space            | 24 juin 2000      | Proton-K/Bloc DM-2  |               | 2000-031A | Succès        | 2 500 kg           | Retiré                            | , |
| Ekspress-A4 Ekspress-A1R (No. 4) | KAUR MSS-2500-GSO (MSS-740) | Alcatel Space            | 10 juin 2002      | Proton-K/Bloc DM-2M |               | 2002-029A | Succès        | 2 500 kg           | Opérationnel 145°E                | , |
| Ekspress AM22 SESAT 2            | KAUR MSS-2500-GSO (MSS-767) | Alcatel Space            | 28 décembre 2003  | Proton-K/Bloc DM-2M |               | 2003-060A | Succès        | 2 542 kg           | Opérationnel 80°E                 | , |
| Ekspress AM11                    | KAUR MSS-2500-GSO (MSS-767) | Alcatel Space            | 26 avril 2004     | Proton-K/Bloc DM-2M |               | 2004-015A | Succès        | 2 542 kg           | Retiré depuis le 28 mars 2006     | Des débris ont percé le réservoir pressurisé le 28 mars 2006, placé sur une orbite de cimetière,.                |
| Ekspress AM1                     | KAUR MSS-2500-GSO (MSS-767) | NEC                      | 29 octobre 2004   | Proton-K/Bloc DM-2M | GEO           | 2004-043A | Succès        | 2 542 kg           | Mise hors service le 10 août 2013 | , |
| Ekspress AM2                     | KAUR MSS-2500-GSO (MSS-767) | Alcatel Space            | 29 mars 2005      | Proton-K/Bloc DM-2M |               | 2005-010A | Succès        | 2 542 kg           | Opérationnel 80°E                 | , |
| Ekspress AM3                     | KAUR MSS-2500-GSO (MSS-767) | Alcatel Space            | 24 juin 2005      | Proton-K/Bloc DM-2  |               | 2005-023A | Succès        | 2 542 kg           | Opérationnel 103°E                | , |
| Ekspress AM33                    | KAUR MSS-2500-GSO (MSS-767) | Alcatel Space            | 28 janvier 2008   | Proton-M/Briz-M     |               | 2008-003A | Succès        | 2 560 kg           | Opérationnel 96.5°E               | , |
| Ekspress AM44                    | KAUR MSS-2500-GSO (MSS-767) | Alcatel Space            | 11 février 2009   | Proton-M/Briz-M     | GTO           | 2009-007A | Succès        | 2 560 kg           | Opérationnel 11°O                 | Lancé avec Ekspress MD1,.                                                                                        |
| Ekspress MD1                     | Yakhta                      | Thales Alenia Space      | 11 février 2009   | Proton-M/Briz-M     | GTO           | 2009-007B | Succès        | 1 140 kg           | En panne depuis le 4 juillet 2013 | Lancé avec Ekspress AM44. Le satellite a connu une défaillance technique le 4 juillet 2013,.                     |
| Ekspress AM4                     | Eurostar 3000               |                          | 17 août 2011      | Proton-M/Briz-M     | GTO           | 2011-045A | Échec partiel | 5 775 kg           | Désorbité en mars 2012            | Envoyé sur une orbite inutilisable. Désorbité en mars 2012,.                                                     |
| Ekspress MD2                     | Yakhta                      | Thales Alenia Space      | 06 août 2012      | Proton-M/Briz-M     | GEO           | 2012-044B | Échec partiel | 1 140 kg           | Perdu au lancement                | Lancé avec Telkom 3. Envoyés tous les deux sur une orbite inutilisable,.                                         |
| Ekspress AM5                     | Ekspress-2000               | MDA                      | 26 décembre 2013  | Proton-M/Briz-M     | GEO           | 2013-077A | Succès        | 3 358 kg           | Opérationnel 140°E                | , |
| Ekspress-AT1                     | Ekspress-1000H              | Thales Alenia Space      | 15 mars 2014      | Proton-M/Briz-M     | GEO           | 2014-010A | Succès        | 1 726 kg           | Opérationnel 56°E                 | Lancé avec Ekspress-AT2,.                                                                                        |
| Ekspress-AT2                     | Ekspress-1000K              | Thales Alenia Space      | 15 mars 2014      | Proton-M/Briz-M     | GEO           | 2014-010B | Succès        | 1 427 kg           | Opérationnel 140°E                | Lancé avec Ekspress-AT1,.                                                                                        |
| Ekspress AM4R                    | Eurostar 3000               |                          | 15 mai 2014       | Proton-M/Briz-M     | GTO           |           | Échec         | 5 775 kg           | Perdu au lancement                | , |
| Ekspress AM6                     | Ekspress-2000               | MDA                      | 21 octobre 2014   | Proton-M/Briz-M     | GEO           | 2014-064A | Échec partiel | 3 358 kg           | Opérationnel 53°E                 | Envoyé sur une orbite inférieure à celle prévue mais néanmoins utilisable. L'entreprise a revendiqué un succès,. |
| Ekspress AM7                     | Eurostar 3000               |                          | 18 mars 2015      | Proton-M/Briz-M     | GTO           | 2015-012A | Succès        | 5 720 kg           | Opérationnel 40°E                 | , |
| Ekspress AM8                     | Ekspress-1000HTB            | Thales Alenia Space      | 14 septembre 2015 | Proton-M/Bloc DM-03 | GEO           | 2015-048A | Succès        | 2 100 kg           | Opérationnel 14°O                 | , |
| Ekspress-AMU1                    | Eurostar 3000               | Airbus Defence and Space | 24 décembre 2015  | Proton-M/Briz-M     | GTO           | 2015-082A | Succès        | 5 700 kg           | Opérationnel 36°E                 | , |
| Ekspress 80                      | Ekspress-1000H              | Thales Alenia Space      | 30 juillet 2020   | Proton-M/Briz-M     | GEO           | 2020-053A | Succès        | 2 110 kg           | 80.0° E                           | [ 42 ] |
| Ekspress 103                     | Ekspress-1000H              | Thales Alenia Space      | 30 juillet 2020   | Proton-M/Briz-M     | GEO           | 2020-053B | Succès        | 2 280 kg           | 96.5° E                           | [ 43 ] |
| Ekspress-AMU2                    |                             |                          | Planifié          |                     |               |           |               |                    |                                   | |
| Ekspress-AMU4                    |                             |                          | Planifié          |                     |               |           |               |                    |                                   | |
| Ekspress-MD3                     |                             |                          | Planifié          |                     |               |           |               |                    |                                   | |
| Ekspress-AMU3                    |                             |                          | Planifié          |                     |               |           |               |                    |                                   | |